# Teodorów (Polkowice)
Pour les articles homonymes, voir Teodorów.
Teodorów est une localité polonaise de la gmina de Radwanice, située dans le powiat de Polkowice en voïvodie de Basse-Silésie.